# کانتون پدرنالس
کانتون پدرنالس (به اسپانیایی: Cantón Pedernales) یک منطقهٔ مسکونی در اکوادور است که در Manabí Province واقع شده‌است.

## خصوصیات
کانتون پدرنالس ۴۶٬۸۷۶ نفر جمعیت دارد.